# Einfach Hausgemacht
Einfach Hausgemacht (Untertitel: Mein Magazin für Haus und Küche) ist eine zweimonatlich erscheinende Zeitschrift, die ursprünglich im Landwirtschaftsverlag Münster erschien. Seit Juli 2016 erscheint Einfach Hausgemacht in der Deutschen Medien-Manufaktur GmbH & Co. KG, einem Tochterunternehmen des Landwirtschaftsverlags Münster. Seit Januar 2020 erscheint Einfach Hausgemacht in der Deutsche Medien-Manufaktur GmbH & Co. KG. Das Magazin bietet Koch- und Backrezepte sowie Reportagen. Die Zeitschrift behandelt Fragen des praktischen Haushaltens und gibt Anregungen zu Pflege und Gestaltung von Wohnung und Haus. Seit November 2022 ist Sinja Schütte Chefredakteurin.

## Erscheinungsweise, Leserschaft
Die erste Ausgabe kam am 6. November 2013 in den Handel (Druckauflage: 300.000). Statt der ursprünglich geplanten jährlich vier Ausgaben entschied sich der Verlag im Februar 2014 für einen zweimonatlichen Erscheinungsrhythmus.
Das Magazin erreichte im 2. Quartal 2025 eine verkaufte Auflage von 63.295 Exemplaren (−14,62 %  im Vergleich zum Vorjahr), davon 29.270 im Abonnement (−7,69 % im Vergleich zum Vorjahr).
Einfach Hausgemacht hat laut AWA 2016 pro Ausgabe 470.000 Leser. Das sind 40 Prozent mehr als im Vorjahr. Von diesen sind etwa 82 % weiblich und 18 % männlich. Die Zeitschrift wird gleichermaßen in der Gruppe der 20- bis 49-Jährigen, wie von über 50-Jährigen gelesen.
Mit der Ausgabe #2/2024 (EVT: 19.04.2024) wurde Einfach Hausgemacht als zweites Periodikum neben der Wohnzeitschrift Landlust Zuhaus in die Markenfamilie Landlust integriert. Mit dieser strategischen Neuausrichtung bündelte die DMM ihr gesamtes Publikums-Printgeschäft am Standort Münster unter einer starken Dachmarke.